# Warner Robins
Warner Robins je město ve Spojených státech amerických. Nachází se v okresech Houston County a Peach County ve státě Georgie asi 32 kilometrů jižně od města Macon a 160 kilometrů jižně od Atlanty. Ve městě žije přibližně 80 tisíc obyvatel a jeho rozloha činí 91,6 km². V Georgii jde o jedenácté nejlidnatější město. 
Město bylo založeno 1. září 1942. Východně od města se nachází Robinsova letecká základna. Město leží v oblasti s vlhkým subtropickým podnebím.